# دجاج البراهما
دجاج البراهما  أو البراهمي هي سلالة دجاج من اسمها تحيل على أنها سلالة هندية الأصل، تعرف بأصابع أرجلها المكسوة بالريش وقدّها المرتفع بسيقان طويلة وذيل محذب الريش مقارنة مع دجاج الكورنيش الذي يتشابه على للبعض مع دجاج البراهما، وهي غالبًا ما تكون ثنائية الاستعمال في حدائق الزينة ومزارع تربية الدجاج للحم،
انتشرت في بقية العالم كالصين والولايات المتحدة وأوروبا وحوض المتوسط. وهو نسل منتشر من الدجاج والذي تطور في الولايات المتحدة الأمريكية من طيور تم استيرادها من شانغهاي، الصين.:78 كان لحم دجاج البراهما يعتبر مصدر لحم أساسي في الولايات المتحدة الأمريكية منذ 1850 حتى حوالي العام 1930.

## التاريخ
أصل هذا النوع من الدجاج كان موضع شك وجدال وقد تبين أن هذا النوع من الدجاج قد تطور في الولايات المتحدة الأمريكية من طيور كبيرة الحجم كانت أرجلها مكسوة بالريش والتي تم استيرادها في أربعينيات القرن التاسع عشر من المرفأ الصيني شانغهاي ولهذا عرفت أيضًا بطيور شانغهاي،:78 حيث أن الشكل المميز للرأس والعُرف كان نتيجة التهجين بين طيور شانغهاي الرمادية وطيور مالاي التي استوردت من شيتاغونغ في بنغال الشرقية (والتي تعرف حاليًا باسم:بنغلاديش) حيث أن هذه الصفات تميز دجاج البراهما عن Cochin chicken والتي تنحدر بدورها من طيور شانغهاي.
في البداية كانت هناك عدة أسماء مختلفة للسلالة، على الأقل اثنا عشر اسمًا، ولكن في اجتماع لمتخصصي الدواجن في بوسطن عام 1852، توصلو إلى اتفاق بتسمية السلالة "Brahmapootra" والذي تم اعتماده لاحقًا تحت اسم«براهما».
تم استيراد دجاج براهما للمرة الأولى إلى إنكلترا في كانون الأول/ ديسيمبر من عام 1852، حين أرسل جورج بورنهام تسع «دجاجات شانغهاي» كهدية للملكة فيكتوريا.:71
دجاج براهما الداكن تم تطويره لاحقًا من قبل مربيين إنجليز وتم بعدها إعادة تصديره إلى الولايات المتحدة من إنجلترا.
كل من دجاج براهما الفاتح والغامق واللون الرصاصي تم تضمينه في المقياس البريطاني للدواجن والذي تم نشره من قبل نادي الدواجن البريطاني كلون أصلي لدجاج البراهما في عام 1865،:78
وفي أول مقياس للكمال الخاص ب جمعية الدواجن الأمريكية في عام 1874، أما النوع المنتفخ تمت إضافته إما في 1924 أو1929.
كان دجاج البراهما يعتبر مصدر أساسي للحوم البيضاء في في الولايات المتحدة الأمريكية من خمسينيات القرن التاسع عشر حتى حوالي العام 1930. بعض الطيور من هذا النوع في مزارع التسمين المتطورة كانت كبيرة جدًا يزن الديك فيها حوالي 7 كيلوغرامات والدجاجة حوالي 5 إلى 6 كيلوغرامات.

## الصفات

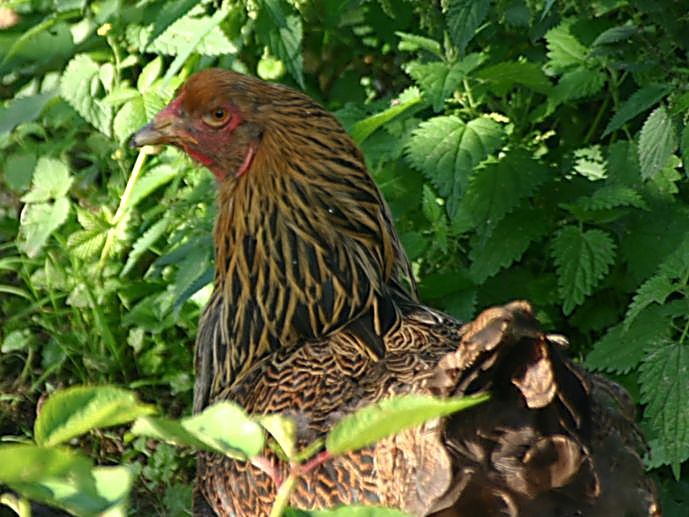
دجاجة براهما المنتفخة

عرّف المقياس الأمريكي للكمال ثلاثة أشكال لدجاج البراهما: الفاتح، الداكن والمنتفخ.
حيث أن دجاج براهما الفاتحة تتميز بلون أبيض وريش عنق أسود أطرافه بيضاء وذيل أسود، ولكن ريش ظهر ديك البراهما من النوع الفاتح مخطط بالأسود. بينما في دجاجة براهما الداكنة يوجد فوارق مميزة بين ذكره وأنثاه حيث أن الدجاجة لونها رمادي غامق مخطط باللون الرصاصي بينما لديكها ريش ظهر أبيض وأسود، وسيطرة اللون الأسود لباقي الريش والذيل.
وتتميز دجاجة براهما الداكنة بجناحين سوداويين وأكتاف بيضاء وينتهي ريش الطيران باللون الأبيض أما دجاجة براهما المنتفخة لديها نفس التداخل بين اللونين الأسود والأبيض لكن اللون الأساسي ذهبي بدلًا من الأبيض.
عمومًا يتراوح الوزن التقريبي للبراهما بين 5.5 كيلوغرام للديك و4.5 كيلوغرام للدجاحة.

## الاستخدامات
كان لحم دجاج براهما هو المصدر الرئيسي للحوم في الولايات المتحدة الأمريكية ويضع بيض كبير الحجم وبني، يزن تقريبًا بين ال55-60 غرام. وقد تضع حوالي 100 بيضة في السنة وهو ما يصنفها سلالة ناقصة إنتاج البيض وجيدة في إنتاج اللحوم.

## معرض صور

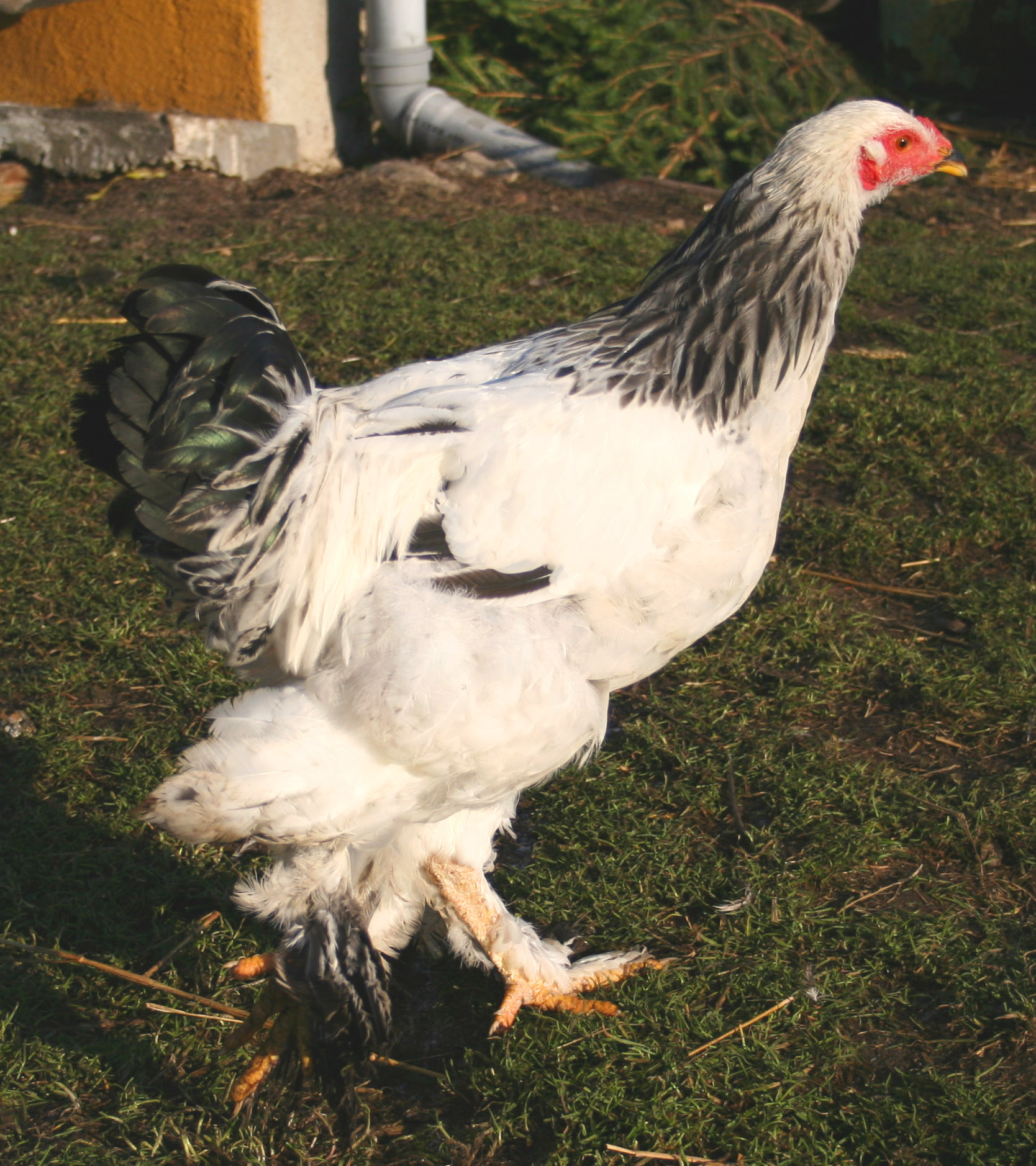
Light Brahma
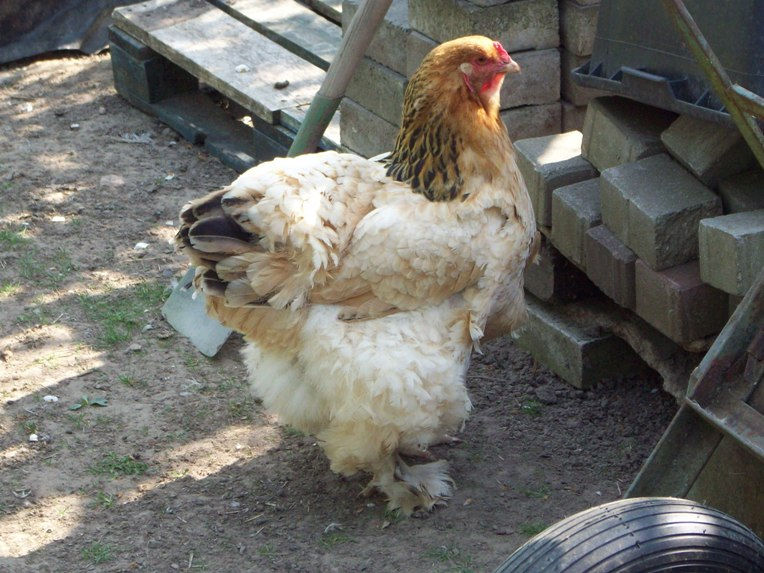
Buff Brahma
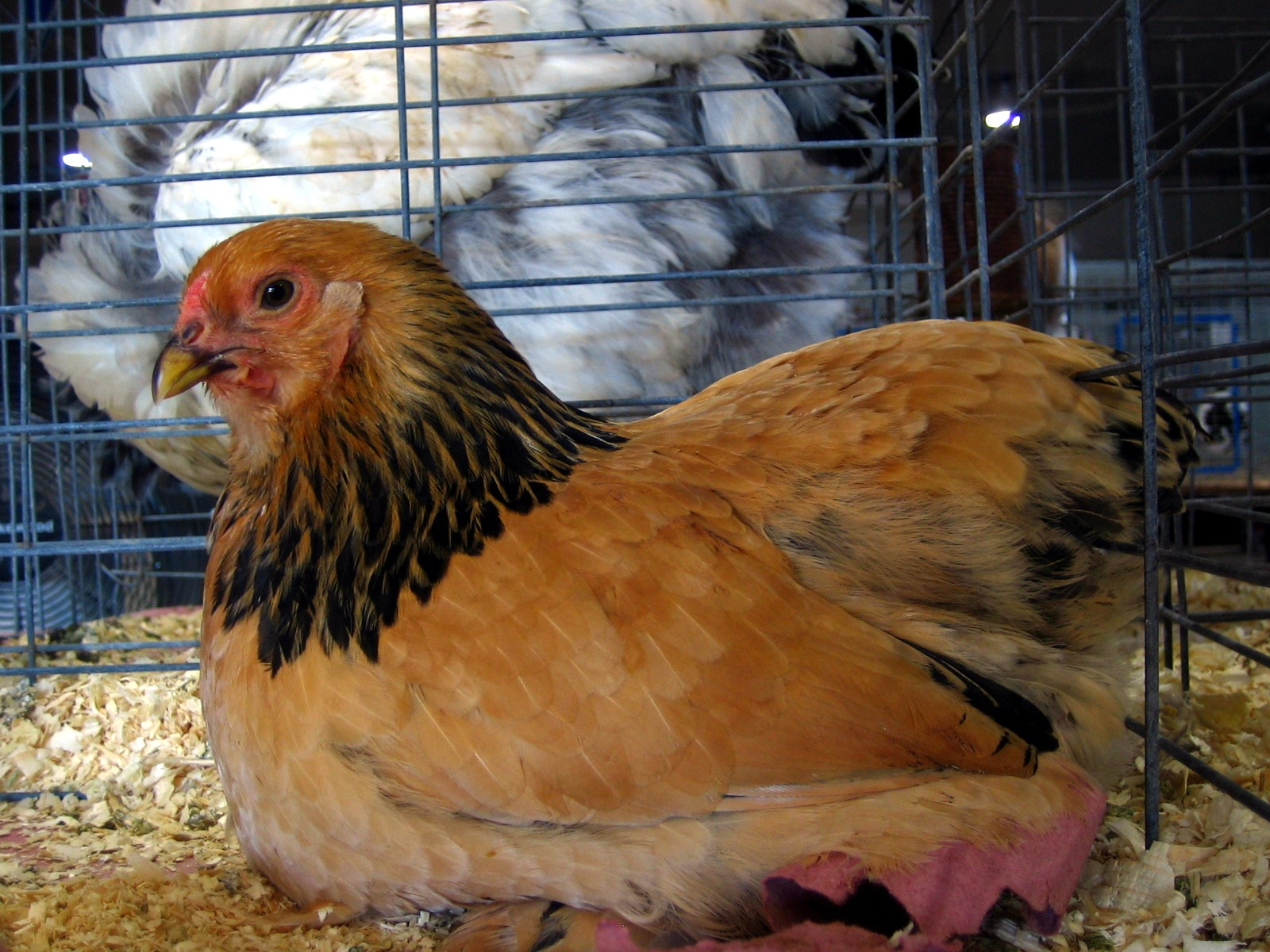
Buff Brahma بانتام (دواجن)